# Greg Kasavin
Gregory A. Kasavin (né le 21 Août 1977) est un scénariste et concepteur de jeux pour le studio Supergiant Games, et l'ancien directeur et rédacteur en chef de GameSpot pendant plus de 10 ans.

## Éducation
Kasavin a étudié à l'Université de Californie à Berkeley.

## Carrière
Avant de travailler chez GameSpot, il a travaillé pour Newtype Gaming Magazine. Kasavin dirigeait également un petit site web appelé Arcadia Magazine, qui passait en revue les jeux vidéo et les films de la culture pop. Il a rejoint GameSpot en novembre 1996. Le 3 janvier 2007, GameSpot a annoncé la démission de Kasavin de son poste de rédacteur en chef. Kasavin a travaillé pour Electronic Arts en tant que producteur associé pour la version PC de Command & Conquer 3: Tiberium Wars et en tant que producteur pour Command & Conquer: Red Alert 3. Il a ensuite pris un poste chez 2K Games en tant que producteur sur Spec Ops: The Line .
Kasavin travaille actuellement chez Supergiant Games, et a été le scénariste et directeur créatif de Bastion, Transistor, Pyre et Hades.
Son travail sur Hades a été récompensé par le prix Nebula du meilleur scénario pour un jeu 2020.